# Rhaphidophora angustata
Rhaphidophora angustata är en kallaväxtart som beskrevs av Heinrich Wilhelm Schott. Rhaphidophora angustata ingår i släktet Rhaphidophora och familjen kallaväxter. Inga underarter finns listade.